# السموع
السموع بلدة فلسطينية تبعد 18 كم جنوب مدينة الخليل و45 كم جنوب مدينة القدس القديمة وترتفع 725 متراً عن سطح البحر وتحدها كل من بلدة يطا ودورا والظاهرية من الشمال والغرب بينما يحدها الجدار العازل من الجنوب وهي آخر التجمعات السكانية أقصى جنوب الضفة الغربية ويبلغ عدد سكانها 25,949 نسمة.
يبلغ المعدل السنوي للأمطار فيها حوالي 306 ملم، أما معدل درجات الحرارة فيصل إلى 18 درجة مئوية ، ويبلغ معدل الرطوبة النسبية حوالي 16% وتشتهر البلدة بالسمن البلدي ويعتبر الزيت المستخرج من زيتونها الأفضل في فلسطين نظرا لكمية الأمطار القليلة الساقطة بينما ينافس حجر المقالع المستخرج منها كل من حجر بيرزيت وصور معين والشيوخ.
يعود تاريخ البلدة للفترة الكنعانية، وذكرت في سفر يشوع حيث كانت مستوطنة تسمى اشتموع مضمنة لسبط يهودا ومدينة للكهنة، وفي العهد الروماني حرف الاسم إلى استيمواع، وفي العهد العثماني وفي تعداد عام 1596 ظهرت القرية كناحية تابعة للخليل وتألف سكانها من 16 أسرة، في أعقاب النكبة عام 1948، وبعد اتفاقيات الهدنة لعام 1949، وقعت السموع تحت الحكم الأردني، وفي عام 1966 جرت على أرضها معركة السموع بين الجيشين الأردني والإسرائيلي وصدر قرار مجلس الأمن التابع للأمم المتحدة رقم 228 بادانة الهجوم وقد استلمت السلطة الوطنية الفلسطينية البلدة عام 1996 في إطار اتفاقية أوسلو.
يدير البلدة مجلس بلدي أُسس عام 1997 ويتبع لها عدد من الخرب الصغيرة مثل رافات والسيميا ووادي العماير وأم غانم وتعتبر جبال السموع اخر سلسلة جبلية من جبال الضفة الغربية وهي مصدر جريان وادي غزة في الشتاء وتعتبر البلدة قلعة البساط البلدي الفلسطيني.

## موقعها
يحد البلدة من الشرق بلدة يطا وجزء الجدار العازل بينما يحدها من الغرب بلدة الظاهرية فيما يحدها من الشمال بلدة يطا وأجزاء من بلدة دورا ومن الجنوب فيحدها كل من الجدار العازل والخط الأخضر، تصل إلى البلدة عدة طرق وأهمها الطريق الجنوبي وهو الطريق الرئيسي المؤدي إلى بئر السبع (في فلسطين المحتلة) وآخر هو طريق السيميا في غرب البلدة (الطريق الرئيسي) وهو موصول بطريق 60 وطريق ثالث يربط بلدتي السموع ويطا شمالا.
وتقع البلدة جنوب مدينة الخليل على خط طول 35,4 درجة شرق غرينتش وعلى 32,9 شمال خط الاستواء وتقع فوق رقعة جبلية تنحدر أراضيها نحو الجنوب الغربي حيث تبدأ المجاري العليا لبعض الأودية المتجهة نحو بئر السبع، وتبلغ مساحة أراضيها 138,782 دونم، وأهم المحاصيل الزراعية الحبوب بأنواعها والعنب والتين والزيتون ويعتمد السكان على تربية المواشي لتوفر المراعي في المناطق الوعرة وتقوم السموع مكان بلدة (اشتمواع) بمعنى طاعة بالعبرية القديمة وفي العهد الروماني حُرف الاسم إلى Asthemoe ولقد حصنها الافرنج في العصور الوسطى وذكروها باسم Semoa وما زالت بقايا حصنها ماثلة للعيان.
وبسبب موقع البلدة على رأس النقب الفلسطيني فإن كمية الأمطار فيها قليلة إذا ما قورن ببعض المناطق الأخرى حيث يبلغ معدل الأمطار السنوي 420 ملم ومعدل درجة الحرارة يصل إلى 28 درجة مئوية والرطوبة تصل إلى 61% ولقد تأثرت الزراعة بشكل كبير حيث قلت نسبة المياه[ ؟ ] في آبار الجمع حيث أن معظم أراضي البلدة زراعية وتحتاج إلى مياه الأمطار فقد تأثر المحصول الزراعي إلى درجة كبيرة ؛وقد قامت بلدية السموع عام 2008 بإنشاء خزان كبير في جنوب البلدة للتغلب على هذه المشكلة، يشار أن الاحتلال الإسرائيلي سيطر على بئر السيميا مما ضاعف من مشكلة المياه[ ؟ ] في البلدة، وتمتلك بلدة السموع أكثر من 30,000 دونم ولها ما يزيد عن 100,000 دونم تقع خلف الخط الأخضر[ ؟ ] التي استولى عليها الاحتلال الإسرائيلي منذ عام 1948 وأخيرا قامت قوات الاحتلال ببناء الجدار العازل على أراضي البلدة حيث يبلغ طوله أكثر من10كم[ ؟ ] من غرب البلدة إلى شرقها وابتلع كثيرًا من الأراضي الزراعية تزيد عن 1000 دونم.

## التاريخ
كانت تقوم على بقعة السموع بلدة اشتموع بمعنى الطاعة العربية الكنعانية .. وفي العهد الروماني حرف الاسم إلى استيمواع Asthemoe وكان اسمها أيام الصليبيين سيمواع Semoa وذكرت في التوراة في سفر يهوشواع  وما زالت بقايا حصنها ماثلة للعيان. يهتم السكان بغرس العنب، والتين، والزيتون. ويهتمون اهتماما بالغا بتربية الأغنام، وتعتبر سمونها من اجود أنواع السمون في منطقة الخليل. وبعض سكان السموع يصنعون بيوت الشعر والمزاود (البُسط)  ويعود نسب سكان بلدة السموع الحاليين إلى الجزيرة العربية. وتضم بلدة السموع إداريا التجمعات التالية: السيميا، رافات، واد العماير، وأم غانم.

### الفترة العثمانية
السموع ومثل بقية فلسطين خضعت لحكم الدولة العثمانية في عام 1517، وبحسب سجلات الضرائب العثمانية عام 1596، ظهرت القرية على أنها تابعة لناحية الخليل من لواء القدس، وكان عدد سكانها يتألف من 16 أسرة مسلمة. دفعوا ضريبة ثابتة نسبتها 33,3٪ على المنتجات الزراعية، كالقمح والشعير والكروم وأشجار الفاكهة، بالإضافة إلى رسوم على الماعز وخلايا النحل، ورسوم أخرى متفرقة. وهو ما مجموعه 3000 آقجة.
في عام 1838، حدد إدوارد روبنسون بلدة السموع مع اشتموع المذكورة في الكتاب المقدس. ووصف السموع كقرية "لها اعتبارها ومليئة بالطيور والحيوانات على أجمل ما يرام"، وذكرها أن فيها بقايا جدران مبنية من الحجارة الكبيرة جدا وبعضها طوله أكثر من 10 أقدام.

### الانتداب البريطاني
في تعداد عام 1922 في فلسطين والذي أجرته سلطات الانتداب البريطاني، فقد بلغ عدد سكان السموع 1600 نسمة جميعهم مسلمين.
في عام 1945 بلغ عدد سكان السموع 2520 نسمة وجميعهم من العرب وكانوا يملكون 138,872 دونماً من الأراضي وفقاً لمسح الأرض والسكان الرسمي. ومن بينها 30 دونماً من المزارع والأراضي القابلة المروية و 40,398 دونماً مزروعة حبوب، في حين أن 165 دونم كان عليها البناء.

### 1948 - 1967
في أعقاب النكبة عام 1948، وبعد اتفاقيات الهدنة لعام 1949، وقعت السموع تحت الحكم الأردني.
تعرضت السموع لعدوان إسرائيلي واسع النطاق في 13 نوفمبر عام 1966م ودخل الجيش البلدة وقام بنسف منازلها. واجهها قوتين من لواء المشاة حطين[ ؟ ] من الجيش الأردني. وشاركت طائرات العدو في المعارك[ ؟ ] وأسقط الجيش الأردني ثلاث طائرات للعدو وسقطت له طائرة. جرح فيها قائد اللواء الأردني وقتل قائد اللواء الإسرائيلي وقد تعرضت البلدة إلى الغزو مرتين من قبل الاحتلال الإسرائيلي، الأولى عام 1965 حيث اجتاحت إسرائيل بلدة رافات ونسفت أكثر من خمسين منزلا للمواطنين، والمرة الثانية في عام 1966 حيث احتلت البلدة لأكثر من ست ساعات نسفت فيها أكثر من 200 بيت ودافع أهل البلدة ببسالة واشتبكوا مع اليهود واستشهد عدد منهم دفاعا عن بلدتهم  وقد كتب الشاعر الكويتي أحمد السقاف قصيدة في معركة السموع مطلعها
| السموع | كفاك تفجع وكفت دموع وهبي فالممات لا الخضوع لا تبكي السموع وكيف ترضى بغير الثأر بلدتنا السموع وناد كل مقدام ابي له في كل معترك سطوع وثوري امتي فلقد تنزت إلى ثاراتها هذي الجموع | السموع |

### 1967 حتى الآن
بعد حرب الأيام الستة عام 1967، وقعت السموع تحت الاحتلال الإسرائيلي. في 21 حزيران 1996 أحرق مجموعة من الشباب المحتجين أربع جرافات عسكرية كنت تعمل على شق طرق استيطانية جنوب البلدة بعد مصادرة 27 ألف دونم من الأراضي الزراعية الخصبة، وقد فرض منع التجول حتى 6 تموز 1996  وفي عام 2005 أفيد أن 10000 دونم من أراضي بلدتي السموع ويطا والظاهرية قرب الخليل كان مقرراً استيلاء الاحتلال الإسرائيلي عليها لبناء الجدار العازل  مصادر فلسطينية قالت بأن المستوطنين المتشددين في مستوطنات ماعون وميتسبيه عسائيل منعوهم من الوصول إلى حقولهم.

## السكان وسوق العمل
| السنة | عدد السكان |
| ----- | ---------- |
| 1922  | 1,600      |
| 1931  | 1,882      |
| 1945  | 2,520      |
| 1961  | 3,103      |
| 1982  | 3,100      |
| 1992  | 7,600      |
| 1997  | 12,912     |
| 2005  | 17,353     |
| 2007  | 19,154     |
| 2012  | 22,602     |

بلغ عدد سكانها عام 1922م حوالي 1600 نسمة وعام 1945م حوالي 2520 م  وبلغ عدد سكانها عام 1967م بعد الاحتلال 3100 نسمة وارتفع إلى 7600 نسمة عام 1987م ويبلغ عدد سكان بلدة السموع 24,649 الف نسمة حالياً. حيث شكلت نسبة الذكور[ ؟ ] للاناث 101 :100 وأما نسبة الذكور 50.7 % والإناث 49.3 % 
ويعتمد السكان اقتصاديا على سوق العمل الإسرائيلي 30% من الايدي العاملة وأما قطاع الزراعة 20% من الايدي العاملة كما يعتمد على قطاع الخدمات 20% من الايدي العاملة وكذلك قطاع الموظفين 15% من الايدي العاملة وأخيرا قطاع التجارة يعتمد 15% من الايدي العاملة 

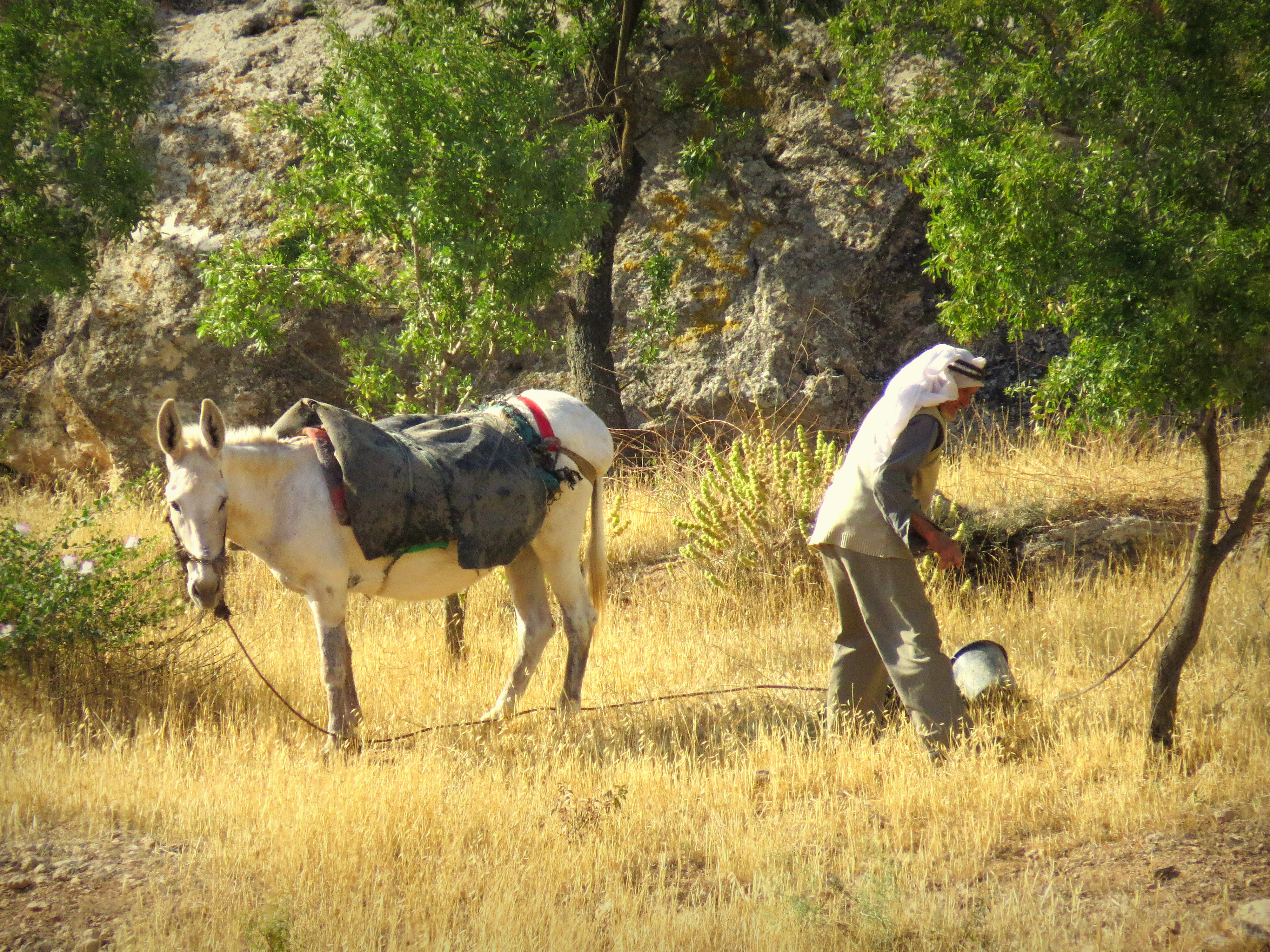
مزارع فلسطيني وحماره في حقل ببلدة السموع جنوب الخليل

واما من الناحية التعليمية فبلغت الامية عام 2007 نسبة 10.3% واما عدد المتعلمين فبلغ قرابة 12 الف متعلم فوق عمر 10 سنوات 
وأما من الناحية التقسيمية فالبلدة مقسمة إلى أحياء (حارات) ومنها الـبنية الواقعة جنوب غرب البلدة وكذلك السيميا التي تعتبر المدخل الرئيسي للبلدة وفيها أهم مصادر المياه[ ؟ ] في البلدة بالإضافة إلى منطقة المدورة واصفي وكذلك قرية رافات جنوب البلدة ووادي العماير، بيار القنان، الحصيني، أم النوار وأم غانم: شمال البلدة، خلة العدس، وحارة الجورة الواقعة وسط البلدة ويوجد فيها مدرسة بنات السموع الأساسية، ومنطقة الخان شمال البلدة ويقطعها شارع السموع يطا وفيها مدرستي ذكور السموع الثانوية والبخاري الأساسية

## المناخ
مناخ السموع متوسطي معتدل وهو حار وجاف في الصيف وبارد وممطر في الشتاء، يبدأ فصل الربيع في أواخر شهر آذار وأوائل نيسان، ويعتبر شهرا تموز وآب أحرّ شهور السنة وتصل معدل درجات الحرارة فيهما إلى 28.9 ° مئوية ويعتبر شهر كانون الثاني أبرد الأشهر، وتتساقط الأمطار عادة بين شهريّ تشرين الأول إلى نيسان، ويبلغ معدل السقوط 306 ملم، وتكون في أعلى معدلاتها في شهري يناير وفبراير، ويبلغ معدل درجات الحرارة 18 درجة مئوية ومعدل الرطوبة النسبية حوالي 16%.

## مؤسسات البلدة
يوجد في بلدة السموع العديد من المؤسسات ومنها
بلدية السموع: كانت تدار بلدة السموع حتى عام 1997 من قبل مجلس قروي إلى أن تحول المجلس إلى بلدية وقد تم أنشاء مبنى عام 2004 في حارة الزقزاق ويتكون أعضاء البلدية من 13 عضو[ ؟ ]
مستوصف مستوصفين طبيين غير حكوميين الأول هو مستوصف ابن سينا لطبي التابع للجنة زكاة وصدقات السموع والثاني هو مركز بلدية السموع الطبي التابع لبلدية السموع كما يوجد عيادة صحية حكومية. ومركز رعاية الأمومة والطفولة.
مركز ابن باز الخيري الإسلامي الذي تأسس عام 2003 ويقدم خدمات دعوية وإغاثية واجتماعية لكل مناطق الضفة الغربية والمكون من 5 أدوار ومسجد جامع يؤمه المصلون من أنحاء البلدة ويديره الشيخ إسماعيل ربعي. يهدف إلى الاهتمام بالعلم الشرعي وتوجيه المجتمع لذلك بإنشاء المؤسسات التعليمية بمستوياتها المختلفة والسير نحو مجتمع متكاتف يكون لديه العطاء في أبهى صوره.
ورفع المستوى الإيماني لدى الأفراد ونشر الثقافة الإسلامية. والعمل على إنشاء مستشفى يضم كافة العيادات اللازمة وقد بدأ بنواة في مقره فأنشأ عيادة الريحان بالإضافة إلى إغاثة الملهوف والمحتاج ومساندته لمواجهة ضوائق الحياة وقد استفاد من المركز خلال عام 2010 أكثر من 165000 مواطن في الضفة الغربية وإقامة المشاريع الموسمية كإفطار الصائم[ ؟ ] والأضاحي العناية باليتيم وتعليمه وتقديم كافة الخدمات الاجتماعية والصحية والثقافية والاهتمام بالشباب وفتح مراكز خاصة له كدور القرآن والحديث والمراكز الصيفية بالإضافة إنشاء مركز للبحث العلمي والتوثيق والتفكير الإبداعي وإصدار الكتب والنشرات.
وقد بلغ عدد المستفيدين من أنشطة وبرامج المركز خلال عام 2010 أكثر من 165000 مستفيد وقد وزع أكثر من 51000 كتاب ومصحف وأهدى أكثر من 39.000 نشرة دعوية في مختلف أنحاء الضفة الغربية وله الفضل في دعم ورعاية العديد من الأسر المحتاجة، كما له الأثر الأبرز في تكريم أئمة المساجد والقضاة الشرعيين في كافة المحافظات.

فريق نادي شباب السموع

جمعية السموع الخيرية تأسست عام 1967 تشرف على روضة أطفال ومركز للخدمات الصحية ولجنة زكاة وصدقات السموع والتي تقوم بمساعدة الأسر الفقيرة والأيتام وطلاب العلم وتشرف على عيادة صحية وعلى مركز[ ؟ ] تحفيظ القرآن الكريم في البلدة كما ويوجد في البلدة ناديان رياضيان هما نادي هلال السموع الرياضي وله مبنى كبير[ ؟ ] مكون من طابقين ويقع في الخان ونادي[ ؟ ] شباب السموع الرياضي وجمعيتان هما جمعية[ ؟ ] الريف للتنمية المستدامة وجمعية[ ؟ ] السموع التعاونية الزراعية، أهداف الجمعية تقوم على توفير مستلزمات الإنتاج الزراعي وتوفير القروض الزراعية وتهتم باشراك المرأة في حقل العمل[ ؟ ] وتشجيع التوفير لدى الأعضاء وتقديم الخدمات الزراعية بالإضافة إلى توفير آلاليات الزراعية وتمكين الأعضاء من الحصول على الخدمات التي تقدمها الجمعية 

### المدارس والمساجد

مسجد محمد قاسم

المدارس: بنيت أول مدرسة عام 1927 وسميت بمدرسة البخاري ويوجد أيضا في البلدة قرابة 13 مدرسة ومنها مدرسة ذكور[ ؟ ] السموع الثانوية (تتكون من ثلاث طبقات)
مدرسة ذكور جعفر بن أبي طالب الأساسية (بنيت عام 1998) الموقع: المدورة ومدرسة ذكور ابن خلدون الأساسية (بنيت عام 1998) الواقعة في المدورة، أسفل مدرسة جعفر وذكور رافات الأساسية وذكور السموع الأساسية ومدرسة شهداء[ ؟ ] السموع الأساسية المختلطة وبنات السموع الثانوية.
المساجد
يبلغ عدد مساجد السموع 23 مسجدا منها مسجد السموع الكبير (بني عام 1950، يقع وسط البلدة) يتكون من طابقين ومسجد الأنصار (بني عام 1995) والمسجد العمري (وسط البلدة) الذي تعرض للإغلاق مدة 6 شهور من قبل الاحتلال الإسرائيلي وهو قديم جدا لكن أعيد ترميمه وتجديد بناءه في سبعينات القرن العشرين ومسجد الشيخ ابن باز ويقع في منطقة اصفي وبني عام 2001 على نفقة محسنين من المملكة العربية السعودية بالإضافة إلى مسجد أبو بكر الصديق ومسجد فاطمة الزهراء وعمر بن الخطاب وعلي بن أبي طالب ومسجد عبد الرحمن بن عوف ومسجد الغرباء.
رياض الأطفال

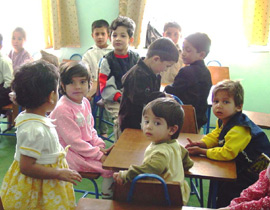
روضة اطفال

يوجد في البلدة قرابة 7 روضات ويشرف على أغلبها جهات خاصة وهي روضة نور الإيمان وجمعية[ ؟ ] وهناك نادي الريحان لتحفيظ القرآن وجمعية خيرية تابع لمركز ابن باز الخيري الإسلامي وروضة رافات وجمعية خيرية بالإضافة إلى روضة[ ؟ ] جمعية السموع التطويرية وجمعية خيرية[ ؟ ] وروضة العقيلي[ ؟ ] وروضة سنابل الإيمان وروضة[ ؟ ] زهور المستقبل[ ؟ ].

### البنية التحتية
- الاتصالات[ ؟ ]: حوالي 80% من الوحدات السكنية موصولة بشبكة الاتصالات [44]
- المياه[ ؟ ]: وصلت البلدة بشبكة المياه[ ؟ ] عام 1973م، وقرابة 70% من الوحدات السكانية موصولة بشبكة المياه. وتعتبر مياه آبار الجمع وتنكات المياه[ ؟ ] المصدر البديل للشبكة.[45] ويوجد في البلدة بئر السيميا والذي تسيطر عليه إسرائيل. ويوجد في البلدة خزان مياه جديد بني عام 2008.[44]
- الكهرباء: تم وصل البلدة بالشبكة عام 1993 وقرابة 85% من الوحدات موصولة بالكهرباء وتقوم بلدية السموع بشراء الكهرباء من شركة الكهرباء القطرية الإسرائيلية[ ؟ ].[44]
- جمع النفايات الصلبة: يتم جمعها بشكل يومي. ويتم نقلها إلى مكب الديرات التابع لمجلس الخدمات المشترك للتخطيط والتطوير - يطا- ويبعد قرابة 15 كم[ ؟ ] عن البلدة.
- الصرف الصحي: لا يوجد شبكة صرف صحي وجميع الوحدات تستخدم حفر امتصاصية للتخلص من المياه العادمة.
- خدمة المواصلات: تنقل قرابة 100 سيارة عمومية سكان البلدة داخليا وخارجيا. وتحدث أزمة في بعض الأيام خصوصا في فترة الصباح.[46]
- الطرق: 68 كم[ ؟ ] طول شبكة الطرق، منها 10 كم[ ؟ ] رئيسية بحالة جيدة.

### مقابر البلدة
يوجد في البلدة ست مقابر وأقدمها مقبرة الولي (بكسر الواو) مقبرة قديمة جدا وتقع وسط البلد وذات مساحة كبيرة ومقبرة جمعية خيرية[ ؟ ] تقع وسط البلد وهي قديمة وذات مساحة كبيرة ومقبرة رافات بالإضافة إلى مقبرة ام النوار وأيضا مقبرة خلة سلامة.

## التاريخ والآثار

### المواقع الأثرية

لباس للرأس من منطقة السموع جنوب الخليل 1840 من مجموعة المتحف البريطاني.

يوجد في بلدة السموع واحد وعشرون مسجدا.، أما بالنسبة للأماكن الأثرية[ ؟ ] في البلدة، فيوجد في البلدة مواقع أثرية كثيرة ؛ ومنها: مبنى قديم لكنيسة رومانية[ ؟ ]، وسجن أثري، وهما مؤهلان للإستغلال السياحي." بقايا برج[ ؟ ] وكنيس، أبنية متهدمة، وأساسات، عتبات عليا كثيرة مستعملة مرة ثانية، وقطع منقوشة في القرية، مدافن، ومغر  وعدد من المغر والاثار الكنعانية حيث ان البلدة مبنية على عدة مغارات وانفاق اثرية كنعانية وإسلامية حيث عثر فيها على عدة مقابر وأماكن اثرية وقطع فخارية وبلدة السموع غنية بالاثار والخرب الباقية وبعضها مأهول والآخر مهجور وجزء منها في البلدة وآخر في المناطق المحتلة عام 1948 ومن الخرب والاثار الباقية.
خربة رافات: وتقع جنوب بلدة السموع ويقتنها ال أبو عواد وقد أصبحت اليوم قرية متطورة وتتوفر فيها خدمات التعليم والصحة ونهضة عمرانية مميزة، ولم يعد من الآثار فيها الا مواقع دارسة فيها ابنيه قديمة مهدمة وأساسات وبناء قديم يرجع إلى العصر الإسلامي الأول.
خربة السيميا: وهي خربة ماهولة اشتق اسمها من السمو أي الارتفاع[ ؟ ] لانها تقع على رأس جبل ويقطنها ال أبوعقيل والسلامين وهي خربة قديمة اسمها الكنعاني دَنَّة  تكثر فيها الابار والكهوف والأساسات القديمة والمغائر والنواميس(وهي مقابر رومانية) وفيها مكان يعرف بالربية وبها طريق تتصل ببيت جبريل تمر على أبو العرقان وعش الصقرة ورابود إلى بيت جبرين وهي من أيام الصليبين.
خربة غوين الفوقا: يقطنها الرعاة في مواسم الربيع والحصاد وهي منطقة زراعية رعوية تحتوي على كهوف ومغائر وقبور قديمة وأساسات. كما تحتوي على اثار قصر قديم في منطقة خلة أبو الضبح.
خربة الرظيم: تقع جنوب غرب السموع بها اثار بسيطة مهدمة ودارسة يسكنها عدد قليل في المواسم وهي منطقة وعرة.
خربة عتير: احتلت عام 1948. وكانت من أهم المناطق الزراعية والرعوية وقمحها مضرب مثل. وقد كانت في مواسم الربيع والحصاد مسكن لاهل البلد بها أبنية قديمة وأساسات وقبور وابار رومانية.
خربة مجدل: فيها كهوف ومغائر وصهاريج وبركة بنيت في عهد الأمويين لسقاية الحجاج اثارها كثيرة وابارها وكهوفوها منحوته في الصخر.وهي مهدمة اليوم فيها أبنية مميزة من قصور واعمدة ويبدو انها تعرضت لدمار كبير.
الكنيسة: وهي كنيسة بناها الصليبيون في وسط البلدة ولا تزال بقاياها حتى اليوم رممها البيزنطنيون وقد تم ترميمها حديثا فيها أرضية مرصوفه بالفسيفساء وقد وجد بها محراب مصلى وفتحه صغيره باتجاه الأقصى (كشفت عنها بعد الحفريات الأثرية التي أجريت في عام 1934 وانتهت في عام 1969 من شخص يهودي يدعى زئيف والذي قال ان الكنيس اسست في القرن العاشر قبل الميلاد وقد تبين أن المكان عبارة عن كنيس وحتى بداية الانتفاضة الثانية كان يصل سياح يهود لزيارة الموقع).

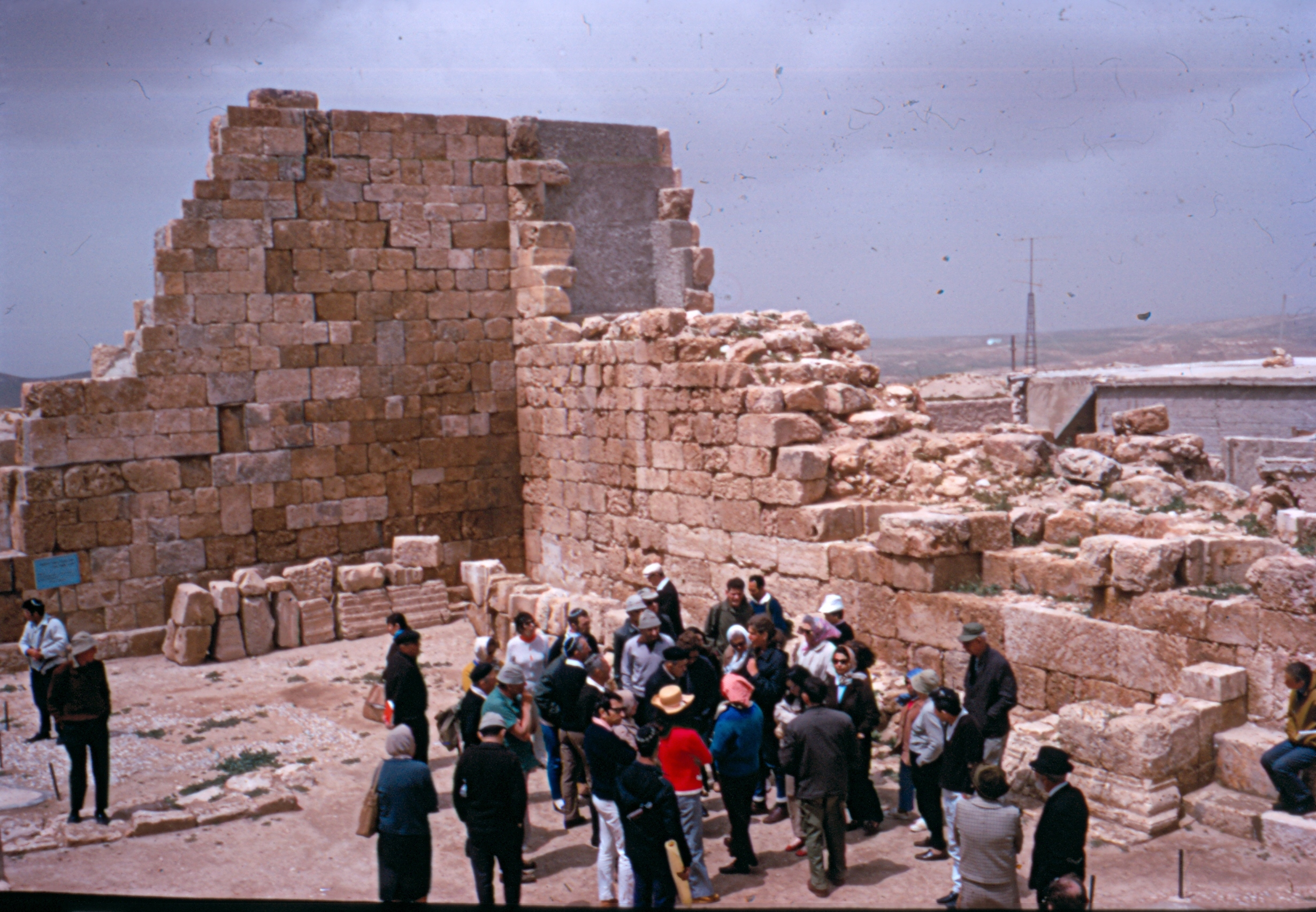
كنيسة السموع

خربة الخرابة: جنوب السموع يسكنوها الرعاة في الموسم بها اثار قديمه من صهاريج وأساسات وكهوف منحوته في الصخر والمعاصر القديمة.
خربة الدير: جنوب السموع بها أبنية قديمة مهدمة ومعاصر زيتون ومطحنة حبوب حيث يوجد حجر دائر بقطر متر وبها أساسات ومغائر.
وادي العماير: جنوب شرق السموع بها أساسات ومغائر وكهوف وبيوت مهدمة قديمة وآثار مختلفة.
في السموع مقبرتان قديمتان واحدة في وسط البلد والثانية عند المسجد العمري وهناك مقبرة ثالثة حديثة في طريق خلة الكروم.

### ذاكرة السموع
- 13 نوفمبر 1966 معركة السموع
- 25 نوفمبر 1966 قرار مجلس الأمن رقم 228 لعام 1966 بإدانة الهجوم على البلدة والذي حمل رقم (228) بتاريخ 25 تشرين الثاني/ نوفمبر لعام 1966" [54]
- 10 أبريل 2002 اجتياح بلدة السموع في الانتفاضة الثانية [55]

## مستوطنات إسرائيلية

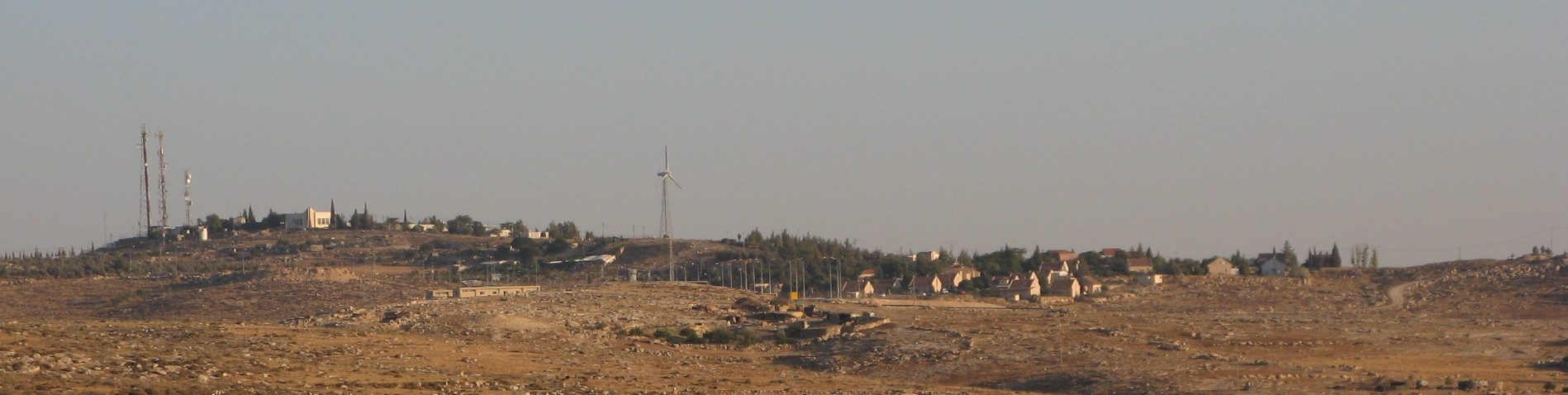
بيت يتير إحدى المستوطنات المقامة على أراضي السموع

- مستوطنة شمعة: أقيمت عام 1983 وتبعد 5 كم[ ؟ ] غربا عن مركز بلدة السموع [56]
- مستوطنة عتنائيل: اقيمت عام 1983 وتبعد 7 كم غرب بلدة السموع وفيها قرابة 770 مستوطنًا[57]
- مستوطنة سوسيا: أقيمت أيضا عام 1983 وتبعد 5 كم شرق بلدة السموع ويشكنها قرابة 800 مستوطن
- مستوطنة بيت يتير (ميصادوت يهودا) اقيمت عام 1983 وتبعد قرابة 6 كم جنوب بلدة السموع ويسكن فيها 500 مستوطن
- مستوطنة شاني ليفنه: أقيمت عام 1990 وتبعد 6 كم جنوب بلدة السموع
- مستوطنة اشتمواع: تبعد قرابة 6 كم غرب بلدة السموع وهي قريبة من مستوطنة شمعة
- مستوطنة كفار لصيفر: تقع شرق البلدة وفيها ابراج الإرسال العسكرية[58]

شارع 60 الالتفافي ومعبر السموع
- تم إغلاق مدخل البلدة المؤدي إلى شارع 60 الالتفافي (غرب بلدة السموع) والذي يحيط بمحافظة الخليل مما اجبر السكان إلى استخدام شارع يطا،[59] لكن في عام 2008 وبعد رفع بلدية السموع القضية لدى المحكمة العليا[ ؟ ] في إسرائيل، أصدرت حكم بفتح المدخل مما سهل وصول السكان بوقت أقصر إلى مدينة الخليل [60]
- معبر (حاجز) السموع: يقع جنوب بلدة السموع وهو يفصل الضفة من الناحية الجنوبية مع إسرائيل [61] وأشتهر المعبر لان الاسرى المحررين من السجون الإسرائيلية يوضعون هناك؛ ويعتبر المعبر مشكلة كبيرة لعمال الضفة حيث أن اغلاقه يعني صعوبة وصول العمال لعملهم داخل إسرائيل.